# César Biscarra
César Biscarra, en italien Cesare Biscarra, est un sculpteur italien, né à Turin le 9 novembre 1866, mort à Turin le 12 mars 1943.
Il est le petit-fils du peintre piémontais d'origine niçoise Jean-Baptiste Biscarra et le fils du peintre italien Charles-Félix Biscarra.

## Biographie

### Formation
César Biscarra a suivi les cours de Odoardo Tabacchi (1831-1905) et Giulio Monteverde (1837-1917) à l'Accademia Albertina des Beaux-Arts de Turin.  

### Activités
En 1891, il a commencé à exposer des œuvres à la Società promotrice di belle arti di Torino et y a obtenu son premier succès avec la sculpture La prima midaja qui est reproduit dans le catalogue de l'exposition et commenté favorablement par Leonardo Bistolfi dont il a fréquenté l'atelier entre 1899 et 1901. Cette même année, son buste de Victor-Emmanuel II est posé sur le pic de Rochemelon, italien Rocciamelone, au refuge Santa Maria. 
Dans les années suivantes, il a surtout fait des portraits et des petits bronzes. Il a participé à l'Exposition triennale des Beaux-Arts de Turin en 1896 et 1896, à l'Exposition internationale d'Art de Venise, en 1905, 1907 et 1910. 
En 1898, il travaille sur des statues pour la fontaine des Douze-Mois érigée à l'occasion de l'Exposition internationale de Turin, sur un projet de Carlo Ceppi (1829-1921).
Il a réalisé en 1903 le monument du guide de haute montagne Félix Ollier, à Courmayeur, qui a disparu avec Francisco Querini et le norvégien Stökken, au cours d'une tentative pour atteindre le Pôle Nord, en 1900, dirigée par le duc des Abruzzes.
Il exécute en 1908 le buste de Francesco Gallo à Fossano, et, en 1912, à La Morra, le monument au lieutenant Edoardo Barberis, mort à Derna le 27 décembre 1911.
Il fait des expositions à Londres et à Paris en 1913.
Parmi ses œuvres monumentales, on peut retenir l'Obélisque les médaillons des frères Jacopo,Giovanni et Agostino Ruffini et de Domenico Ferrari, à Taggia, et en 1914, la réalisation avec le sculpteur Giorgio Ceragioli du monument à  Ascanio Sobrero situé au parc du Valentino, à Turin.
À partir de 1926, il séjourne quelques années en Somalie où il fait le monument dédié aux pionniers de Mogadiscio, en 1928, ainsi que des sculptures pour la cathédrale de Mogadiscio. Pendant son séjour il a réalisé une série de paysages exposés dans le musée Africain de Rome (ancien musée colonial). 
Il a exécuté en 1939 la fontaine des Quatre-saisons à Turin.